# 凯氏带

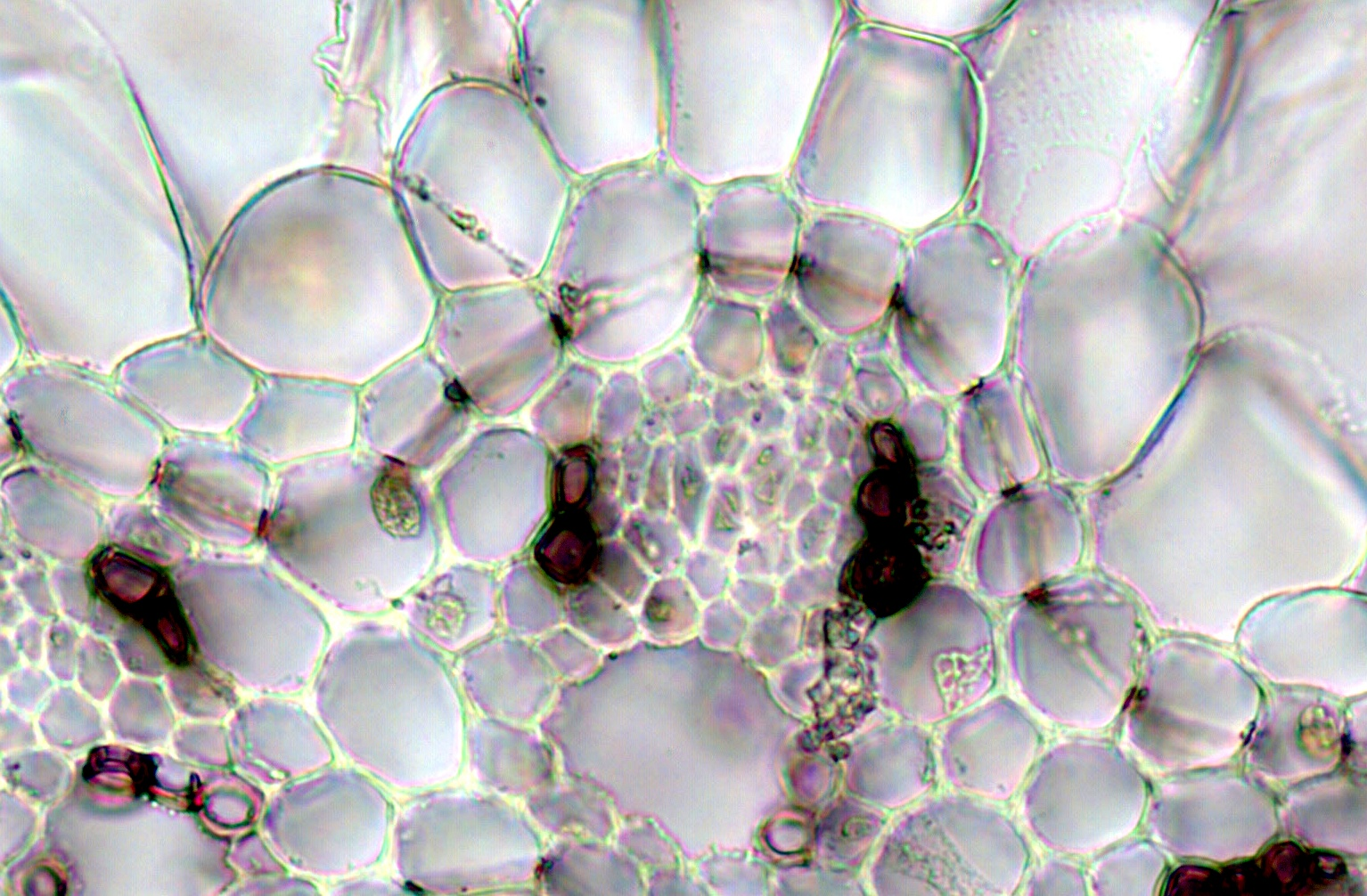
巨木賊根部的內皮層與卡氏帶（圖片中央的帶狀構造）

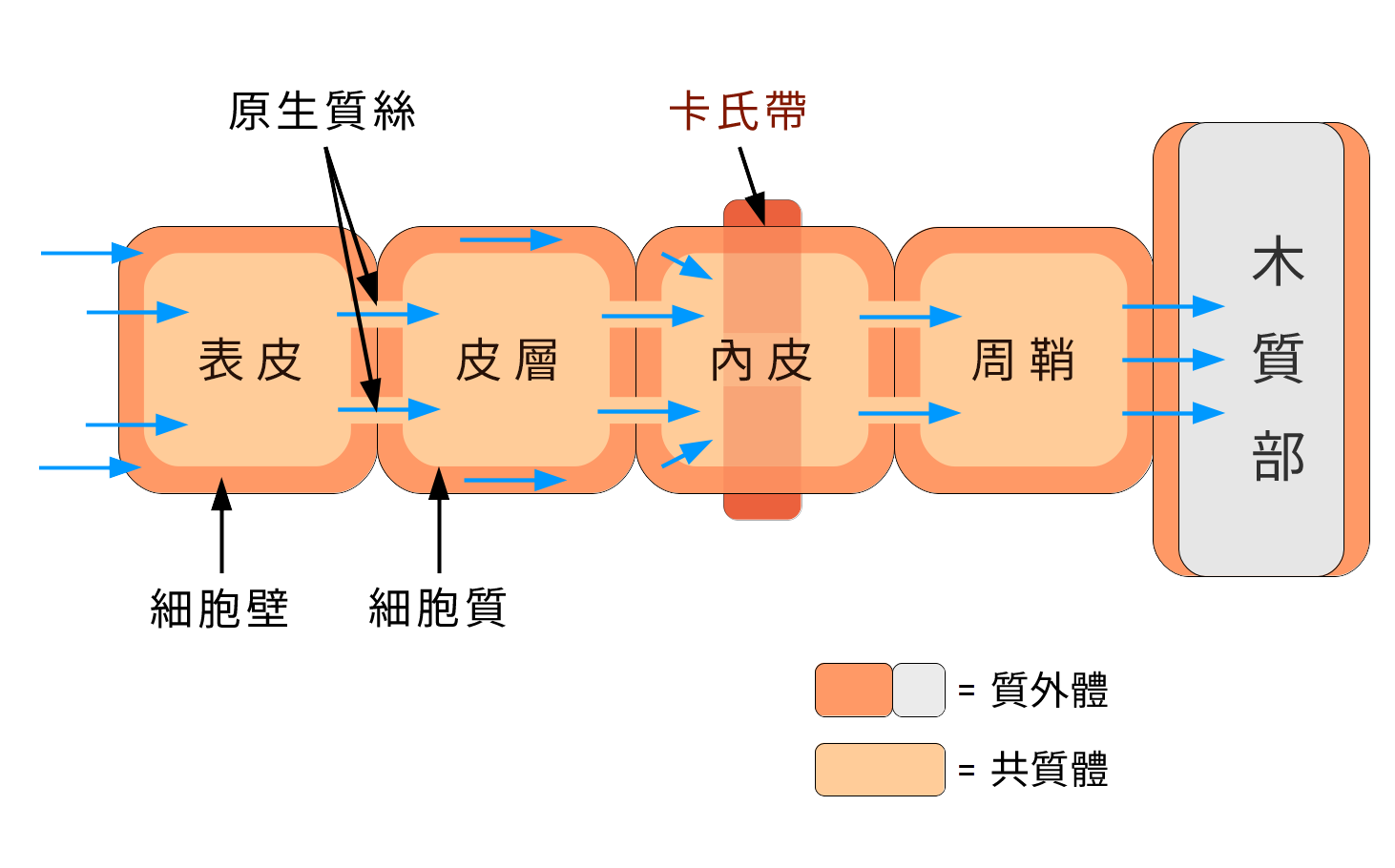
植物根系吸收水分和无机盐的共质体途径与質體外途徑的示意图
凯氏带迫使水分从内皮層细胞开始只能通过共质体途径继续运输

凯氏带（Casparian strip），橫切面稱為卡氏點（Casparian dot），是維管束植物（蕨類
與種子植物）根部内皮层細胞壁（径向壁和横向壁）中央的带状增厚區域，其成分主要為木質素，宽度随物種不同而異。因卡氏帶不透水，可控制皮層和维管束之间的水分與無機鹽运输，阻止水分與無機鹽經質外體運送至中柱，使其必須進入細胞膜內改以共質體途徑前往中柱，故有阻擋細胞內外物質運輸的作用，功能與動物組織中的緊密連接類似。卡氏帶的發育受SHORT-ROOT（SHR）、SCARECROW（SCR）與MYB36等轉錄因子以及中柱細胞合成的多肽激素調控。

## 發現
卡氏帶的發現可回溯至19世紀中葉，對植物根部内皮层認識的進展。1865年，德国植物学家羅伯·卡斯伯里首次描述了植物根部的内皮层，發現其細胞壁有加厚的現象，並將其命名為（意指防護套），後來學者將其加厚的部分稱為卡氏帶，即得名自卡斯伯里。1870年代文獻中即出現「卡氏點」（德語：Caspary'schen fleck）一詞，二十世紀以後則多稱為「卡氏帶」（德語：Casparyschen streifen）。1922年研究人員首度自植物根部分離了卡氏帶以研究其成分。

## 成分
凯氏带的化學成分長期有所爭議，卡斯伯里即指出此構造可能為木質素或木栓質組成，後來的學者大多認為是木栓質，直到1990年代才有研究在分析數種植物的卡氏帶後，發現木質素才是其主要成分，但許多教科書仍未更新。內皮層的細胞壁雖富含木栓質，不過此為內皮層次級分化的結果，過去有學者認為卡氏帶的形成即為次級分化的開端，實則兩者無直接關係，卡氏帶在內皮層初級分化後便已形成，且次級分化是由根的弦切面開始，而非卡氏帶所在的橫切面和徑切面。

## 功能
凯氏带完全填充了內皮細胞間包含中膠層在內的空隙，使兩細胞的細胞壁幾乎融合。在植物根部水與無機養分的運輸中，凯氏带主要影響質體外運輸途徑，即水與無機鹽經表皮與皮層細胞壁間質傳遞的運輸。水與無機鹽來到內皮層細胞時，因卡氏帶不透水而需轉而通過細胞膜進入細胞內，改以共質體途徑運輸才得以到達中柱的木質部細胞，進而輸往莖葉等其他器官。當生長環境不利時，卡氏帶可作為植物細胞與外界的屏障，避免環境中的離子進入或自身離子的流出。此外卡氏帶與內皮層的木栓加厚還有阻擋有毒物質或病原入侵，以及防止水分散逸的功能。有研究顯示植物在高鹽的環境下可能會形成更厚的卡氏帶，且在更靠近根尖的區域即有卡氏帶形成，這可能是對環境的一項適應，但相較於內皮層次級分化的木栓壁在高鹽逆境下會大幅加厚，卡氏帶的改變相對較小。
凯氏带主要位於根的内皮层，不過有些植物在根部皮層外側的外皮層、茎或叶中也有卡氏帶，例如白皮松的針葉與天竺葵的莖中皆有卡氏帶，可能與防止水分散失或病原入侵有關。

## 發育

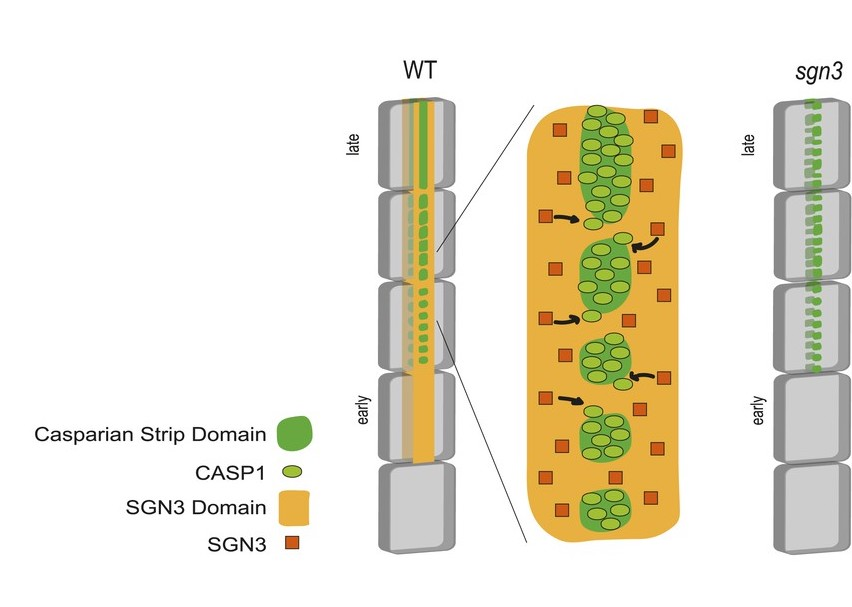
缺乏GSO1（SGN3）受體的突變植株根部破碎而不連續的卡氏帶

凯氏带的發育在內皮層細胞充分延展後開始，目前已知兩條促進內皮層細胞形成凯氏带的訊息傳遞路徑，第一條為轉錄因子SHORT-ROOT（SHR）激活另外兩種轉錄因子MYB36與SCARECROW（SCR），前者可刺激卡氏帶蛋白（casparian strip proteins，CASP1-5）、過氧化物酶64（PER64）及ESB1（enhanced suberin 1）等與卡氏帶發育相關的蛋白表現，後者則影響卡氏帶在內皮層細胞的位置，其突變會導致卡氏帶的位置過於靠近中柱；第二條則為中柱細胞合成的兩種多肽激素凯氏带完整因子1與2（casparian strip integrity factor；CIF1-2）與內皮層細胞径向壁和横向壁的GSO1（SGN3）及GSO2受體結合，促使原本散播在細胞中的CASP集中到與將形成卡氏帶的位置對應的細胞膜區域，形成卡氏帶膜結構域（casparian strip membrane domain，CSD），CSD初形成時為數個不連續的區域，GS01受體則環繞在各CSD區域的邊緣，促進CSD融合成一個連續的帶狀區域，即為將要形成卡氏帶的區域。
卡氏帶蛋白為膜蛋白，彼此間有交互作用，並可再與PER64、ESB1和呼吸爆發氧化酶同源物F（RBOHF）等合成木質素所需的蛋白結合以啟動卡氏帶發育的下游反應。缺乏GSO1受體或同時缺乏CIF1與CIF2多肽的突變植株中，CASP1在內皮層細胞膜上分布異常，CSD無法正常融合成連續完整的帶狀結構，因而最終形成破碎而不連續的卡氏帶。
光照、土壤鹽分與缺水逆境等環境因子均會影響卡氏帶的發育。

## 圖集

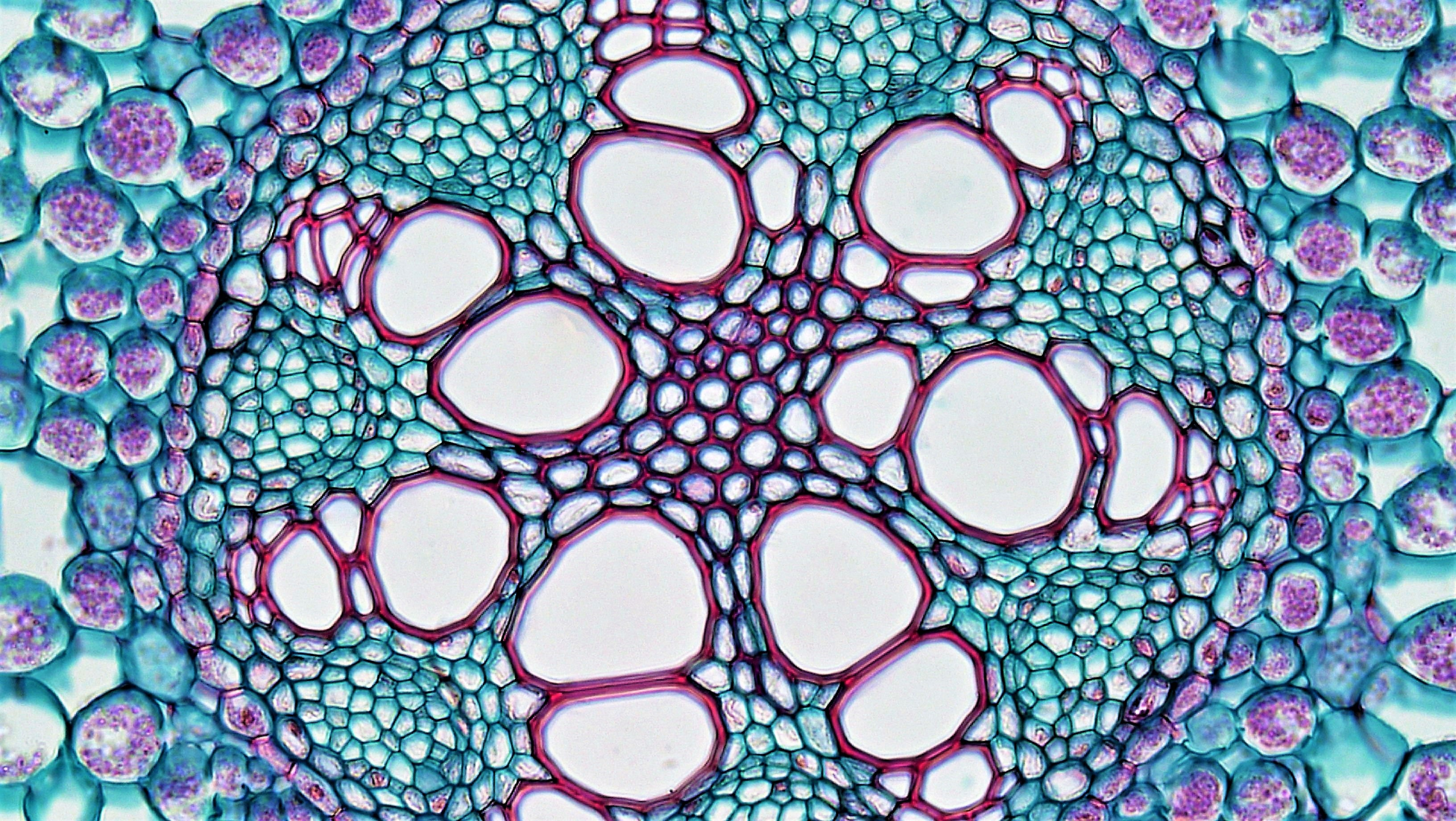
菖蒲屬（單子葉植物）根部的維管束，可見中柱外圍的內皮層與卡氏帶。卡氏帶因含木質素而被染成紅色
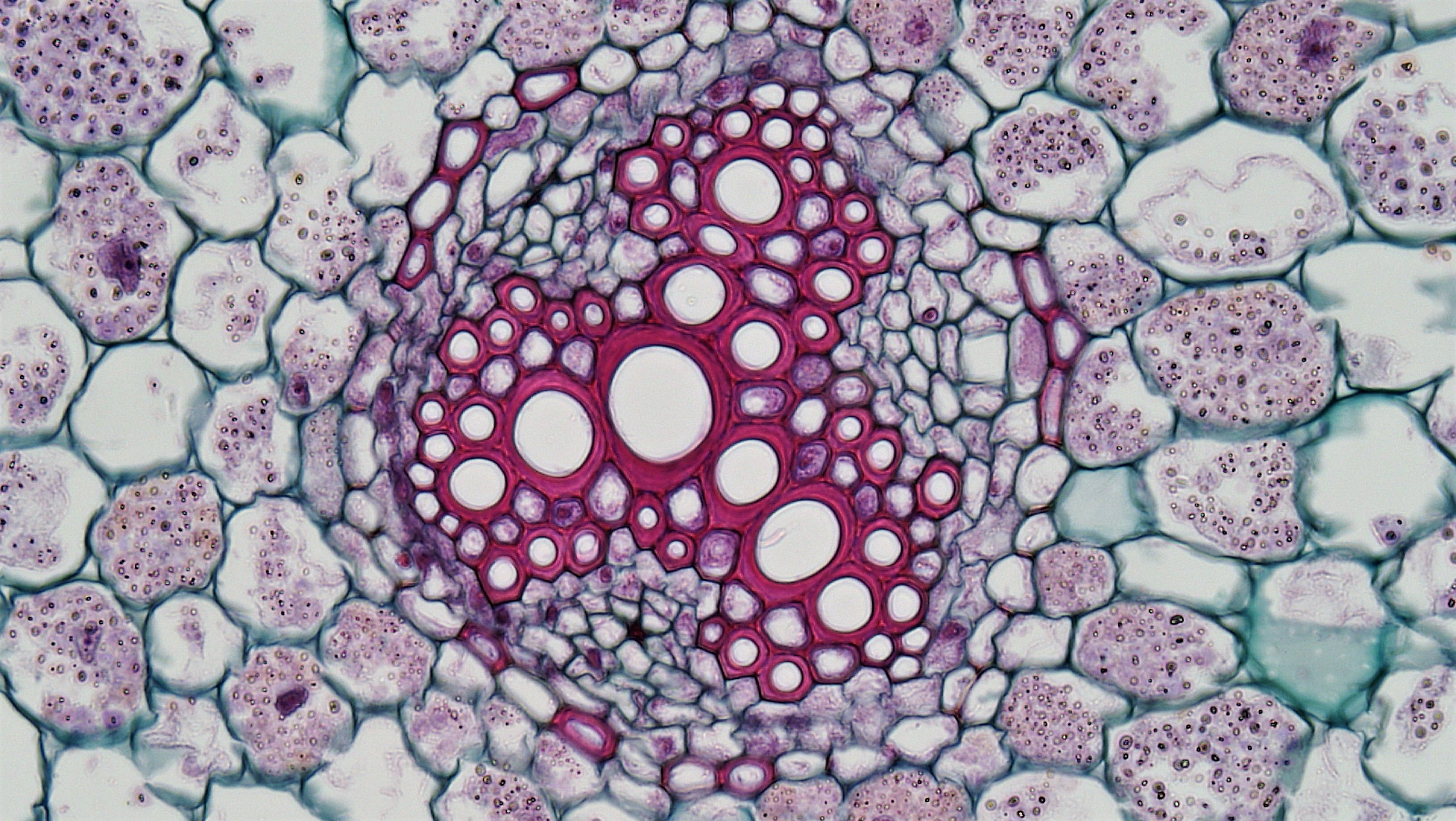
毛茛屬（雙子葉植物）根部的維管束，可見中柱外圍的內皮層與卡氏帶。卡氏帶因含木質素而被染成紅色
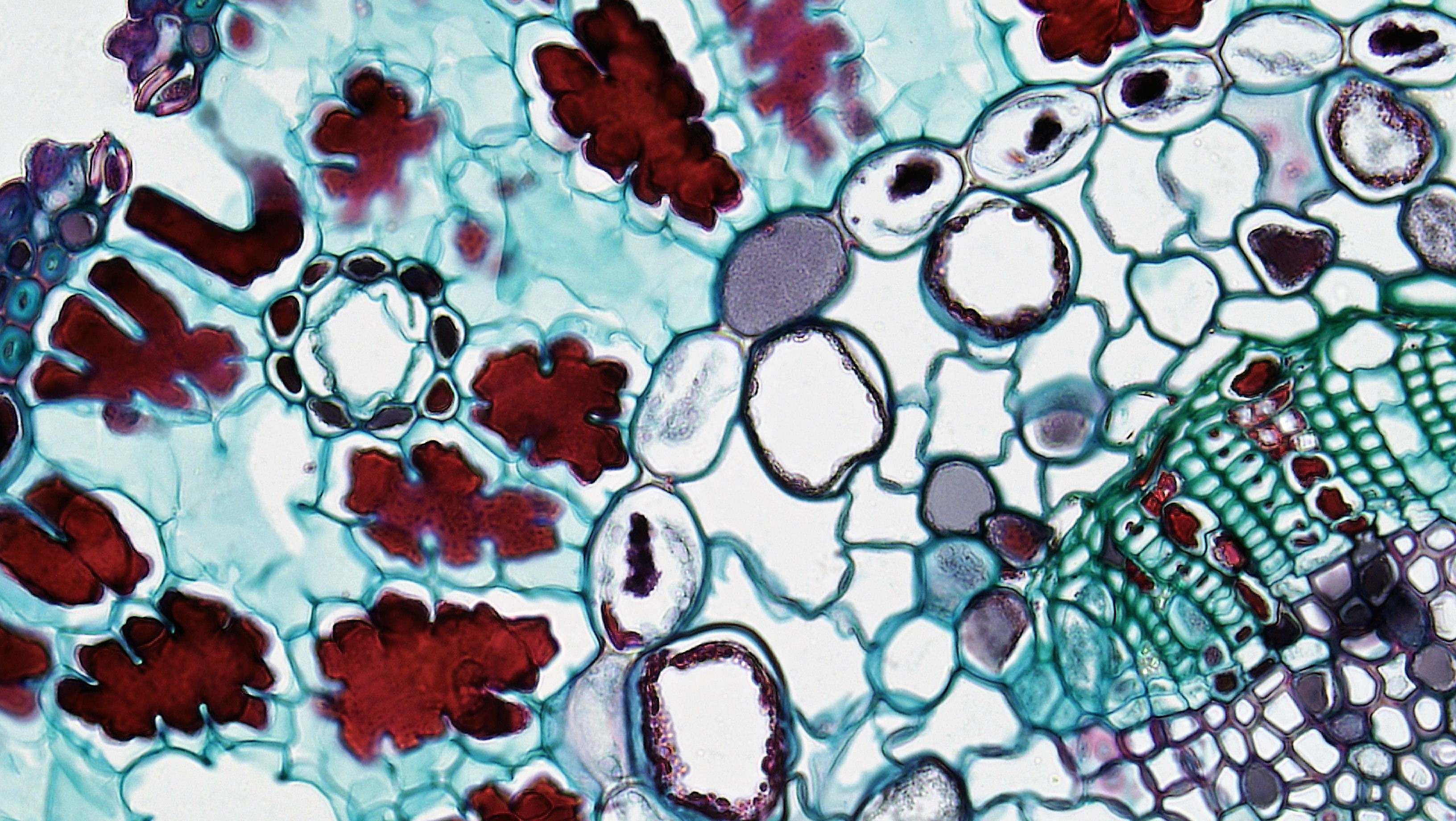
松樹（裸子植物）針葉的維管束。可見維管束外圍的內皮層與卡氏帶

## 註腳
1. ↑  老根中內皮層細胞壁形成木栓質加厚後，其功能從傳輸水分轉為保護植株，可進一步限制水分與無機鹽的通透，僅剩通道細胞（少數未發生次級分化的內皮層細胞）保留運輸功能，隨著根部的生長，有些植物的老根中會失去通道細胞[2]。